# Max Payne (film)

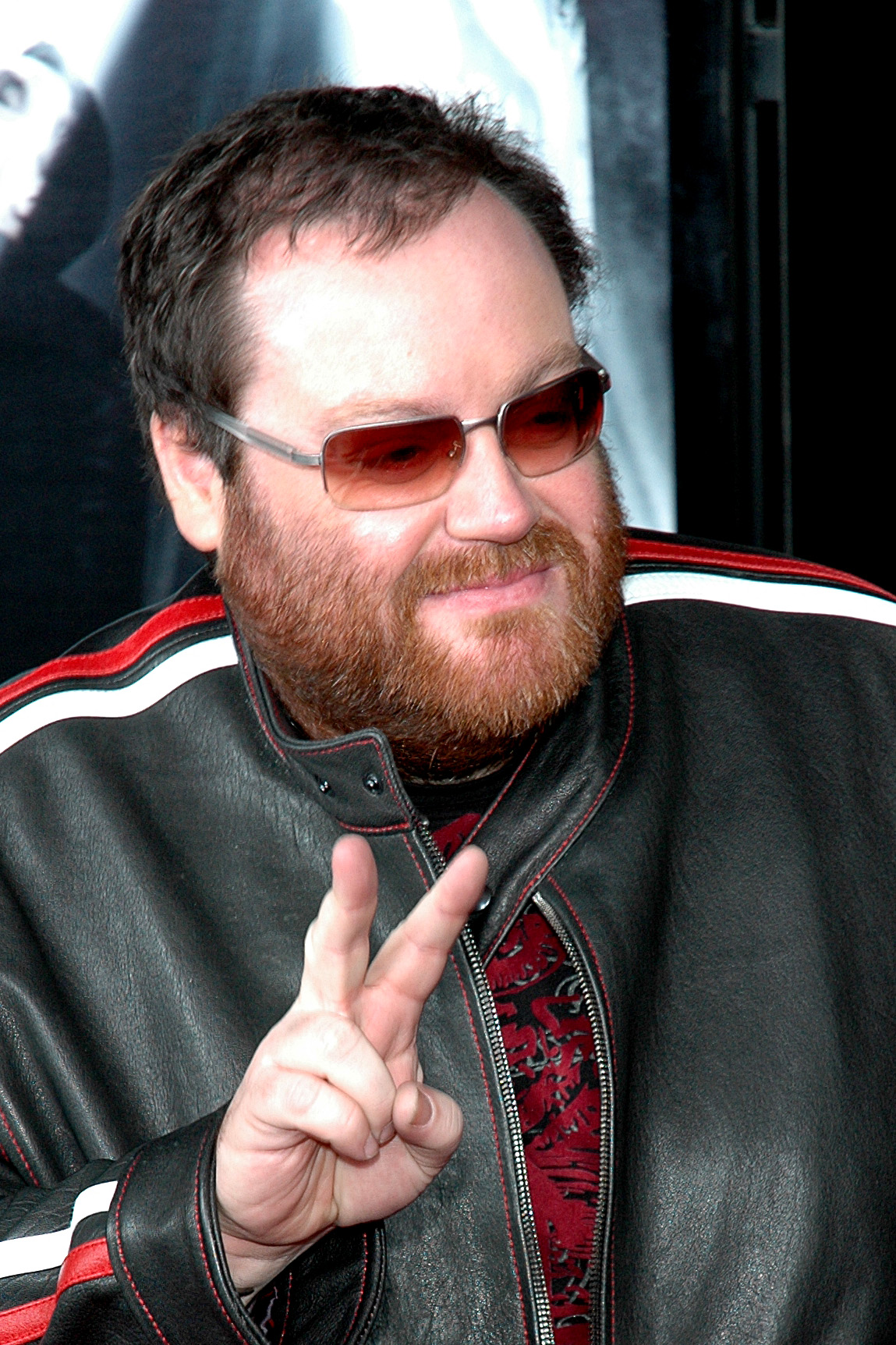
Regisseur John Moore bij de première van Max Payne

Max Payne is een Amerikaans-Canadese actiefilm/film noir uit 2008 geregisseerd door John Moore. De productie is een verfilming van het gelijknamige computerspel uit 2001. Het verhaal hieruit is wel op enkele elementaire punten aangepast. Zo worden de walkures in het spel niet vertoond, maar zijn ze in de film bij herhaling expliciet aanwezig.
Mark Wahlberg werd voor zijn hoofd- en titelrol in Max Payne genomineerd voor de Razzie Award voor 'slechtste acteur'. Mila Kunis werd voor haar rol genomineerd voor een Teen Choice Award.

## Verhaal
Detective Max Payne (Mark Wahlberg) bestiert de afdeling cold cases ('gesloten zaken') van de NYPD. Zijn persoonlijkheid is flink veranderd sinds drie jaar daarvoor zijn vrouw Michelle (Marianthi Evans) en hun kind tijdens een vermeende inbraak werden vermoord. Toen Payne thuis kwam, waren de daders nog aanwezig. Twee van hen schoot hij dood, maar een derde dader ontkwam en verdween spoorloos. Sindsdien pluist hij de cold cases uit en schuimt hij in zijn vrije tijd de achterbuurten af op zoek naar nummer drie. Zijn collega's van de NYPD accepteren dit zwijgzaam en laten hem met rust. Paynes enige overgebleven vriend is BB Hensley (Beau Bridges), tegenwoordig het hoofd beveiliging bij de medicijnenproducent waarvoor Michelle werkte, Aesir. Hij staat hem zo nu en dan met raad en daad bij wanneer Payne zich in de nesten werkt.
Tijdens een van zijn nachtelijke speurtochten ontmoet Payne op een onderwereldfeestje Natasha (Olga Kurylenko), het zusje van de hoge Russische crimineel Mona Sax (Mila Kunis). Het valt hem op dat zij een tatoeage heeft in de vorm van een vleugel, die hij al vaker zag en ook op het feestje volop gedragen wordt. Zij is een feestbeest en fervent gebruiker van de drug 'valkyr'. Payne neemt haar mee naar huis, maar zet haar de deur uit wanneer ze laatdunkend doet over zijn overleden echtgenote. De volgende dag wordt Natasha volledig in stukken gescheurd teruggevonden. Paynes voormalige partner Alex Balder (Donal Logue) pikt hem op en brengt hem naar de plaats delict. Daar vond hij Paynes portemonnee met daarin zijn identificatiebewijs. Die had Natasha gestolen. Een kopie daarvan wordt ook bij Sax bezorgd door haar mensen. Hierdoor is hij zowel voor de politie als voor Sax een hoofdverdachte voor de moord.
Balder bekijkt die avond nog eens het dossier van de moord op Michelle en ziet op foto's dat ook daarop de vleugeltatoeage opduikt. Hij belt Payne op voor een afspraak om hem dit te vertellen, maar als die aankomt, is Balder vermoord. Wederom is Payne de hoofdverdachte. Zodoende krijgt hij luitenant Jim Bravura (Ludacris) op zijn dak. Wel overtuigt hij Sax dat hij Natasha niet vermoordde, want hij zou als rechercheur nooit zulke duidelijke sporen naar zichzelf achterlaten op de plaats delict. Zij zegt toe hem bij te staan in zijn zoektocht naar de echte dader, waarvan Payne denkt dat die hem ook informatie kan verschaffen over de moord op Michelle. Via junk Owen Green (Joel Gordon) en Lincoln DeNeuf (Jamie Hector) leert hij dat drugsbaas en eigenaar van club Rag Na Rock Jack Lupino (Amaury Nolasco) meer weet.
Payne komt erachter dat Michelles papieren bij Aesir zijn verdwenen en gaat bij medewerker Jason Colvin (Chris O'Donnell) verhaal halen. Die vertelt hem dat Michelle in het geheim werkte aan een militaire drug, valkyr. Die moest soldaten agressiever maken, zodat ze zich volledig op de missie zouden richten en hun volledige potentieel zouden benutten. Deze drug bleek maar voor één procent van de geïnjecteerde militairen goed te werken. Alle anderen werden krankzinnig en kregen levensechte hallucinaties. Onder meer van grote, donkere walkures die hen kwamen halen om ze naar het dodenrijk te brengen. Michelle werd vermoord vanwege haar betrokkenheid bij dit project. Ex-marinier Lupino flipte door het gebruik van valkyr en ging de onderwereld in.
Payne zoekt Lupino op in Rag Na Rock, maar verkijkt zich op diens kracht. Lupino werkt hem op de grond en staat op het punt hem te doorboren met een zwaard, wanneer hij door zijn borst wordt geschoten door Hensley. Het hoofd beveiliging blijkt alleen niet gekomen om Payne te helpen, maar om hem te doen verdwijnen. Hij vermoordde Michelle en begon valkyr te verkopen op de straten van New York. Hij wil Payne ophangen en het doen voorkomen alsof die zelfmoord pleegde. Die springt niettemin in de ijskoude rivier en ontkomt door onder het ijs door te zwemmen. Wanneer hij de kant opklimt kan hij alleen voorkomen dat hij onderkoeld raakt door het buisje valkyr leeg te drinken dat Hensley op hem plantte. Vervolgens gaat hij zwaar hallucinerend en met de adrenaline door zijn lijf pompend achter Hensley en zijn mensen aan.

## Rolverdeling
- Mark Wahlberg - detective Max Payne
- Mila Kunis - Mona Sax
- Kate Burton - Nicole Horne
- Rothaford Gray - Joe Salle
- Andrew Friedman - Trevor Duncan
- Nelly Furtado - Christa Balder
- Maxwell McCabe-Lokos - Doug
- Conrad Pla - Captain Bowen

## Trivia
- De politieagent (Jack Taliente ) die Bravura voorstelt aan  'a real police officer'  is acteur James McCaffrey. Hij sprak de stem van Max Payne in voor de computerspellen Max Payne en Max Payne 2: The Fall of Max Payne.
- De naam van club Rag Na Rock is een verbastering van ragnarok, dat evenals de walkuren afkomstig is uit de Noordse mythologie.